# أحمد بن علي بن الإخشيد
أبو الفوارس أحمد بن علي بن محمد بن طغج الإخشيد هو خامس وآخر حكام الدولة الإخشيدية تولى حكم الدولة الإخشيدية بعد وفاة كافور الإخشيدي، وقضت الدولة الفاطمية في عهده على الدولة الإخشيدية، ودخلها المعز لدين الله الفاطمي

## بداياته
هو آخر أمراء الدولة الإخشيدية في مصر، حكم من عام 357 هـ حتى 358 هـ، وكان حينها طفلًا لم يبلغ الحادية عشرة من عمره، دُعِي له على المنابر بمصر وأعمالها والشام والحرمين.
وأجمع الرأي بعد وفاة «كافور الإخشيدي» على ولاية أبي الفوارس أحمد بن علي بن الإخشيد، فحسنت سيرته، وأمر برفع الكُلَف والمؤن، وتعطيل المواخير، والأمر بالمعروف والنهي عن المنكر، ونقص النيل، وكثر الغلاء في أيامه، واشتد حتى أكل الناس الجيف والكلاب.
وعُيِّن الحسين بن عبيد الله بن طغيج وصيًا عليه. فاستبد الحسين بالأمر وقبض على الوزير جعفر بن الفرات، وأساء معاملة الأهالي حتى سخط الناس عليه.
وأمام هذا الانهيار الكبير في أحوال البلاد، أرسل المعز لدين الله حملته الثالثة على مصر بقيادة «جوهر الصقلي» الذي استطاع هذه المرة أن يسيطر على مصر سنة 358 هـ/ 969 م، ويسقط الدولة الأخشيدية.

## مصيره ووفاته
قبض على أحمد بن علي بن الإخشيد ومات بعد قليل، ولكن المؤرخين لم يعنوا بالتحدث عن مصيره إما لصغر سنه أو احتقارًا لشأنه لأنه لم يكن له من الأمر شيء، وعلى كل حال فإن ابن سعيد لم يذكر عن نهايته أكثر من الإشارة إلى أنه مات عن علة صادفت وقتًا ظن الناس فيه أنه قتل، أما المؤرخ «ابن خلكان» فقد ذكر أنه توفي لثلاث عشرة ليلة خلت من ربيع الأول سنة سبع وسبعين وثلاثمئة.